# Герб Уфи

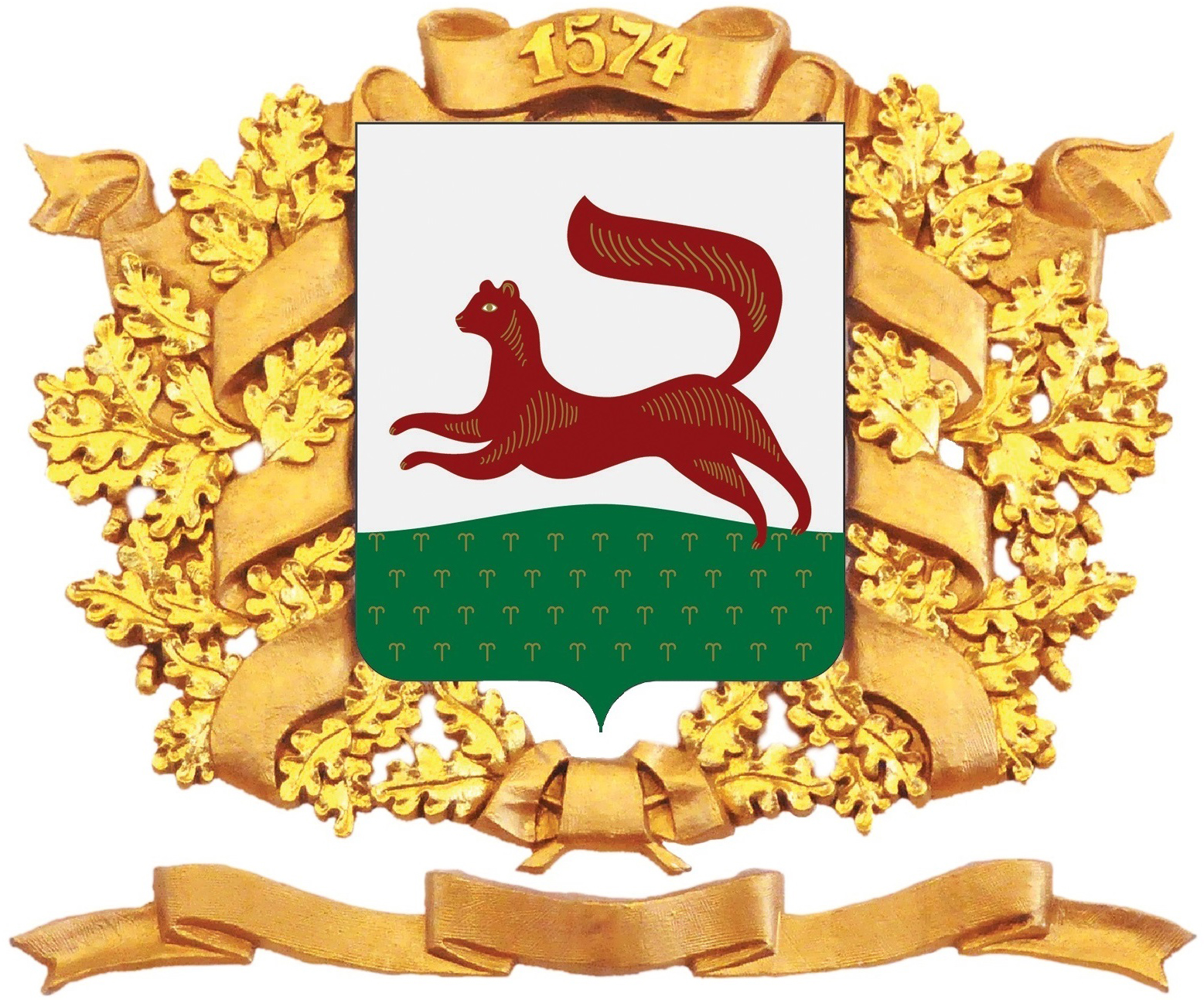
Герб Уфи

Герб Уфи (рос. Герб Уфы; Герб міста Уфа, столиці Республіки Башкортостан) — офіційний герб міста Уфа (міського округу місто Уфа Республіки Башкортостан). Затверджений рішенням Ради міського округу міста Уфа Республіки Башкортостан від 12 жовтня 2006 року №16/4. Його було змінено у 2010 році: додалося обрамлення у вигляді вінка з золотого дубового гілок з золотим листям і золотими жолудями, поверх накладена золота стрічка, на якій між верхніми кінцями вінка золотими великими літерами напис «1574».
Автор герба — Салават Гілязетдінов. Номер в геральдичному реєстрі РФ 3000.
Сучасний герб міста Уфа створений на основі історичного герба.